# 殺人無罪
『殺人無罪』（さつじんむざい）は、原作：熊谷純、作画：上田宏による日本の漫画。『週刊ヤングジャンプ』（集英社）において、2018年45号から2019年34号まで連載され、2019年8月1日から『となりのヤングジャンプ』（同）において連載中。
2019年2月19日、単行本第1巻の発売を記念して『となりのヤングジャンプ』に熊谷が書きおろした本作の小説が掲載された。

## 登場人物
聖沢ウタ（ひじりさわ うた）〈23〉
本作の主人公。弱冠20歳にして史上2番目の若さで司法試験に合格する。
早川湊斗（はやかわ みなと）〈25〉
春栄出版記者。

## 書誌情報
- 熊谷純（原作）・上田宏（作画） 『殺人無罪』 集英社〈ヤングジャンプコミックス〉、既刊4巻（2020年4月19日現在）
  1. 2019年2月19日発売[集 1][3]、ISBN 978-4-08-891162-5
  2. 2019年6月19日発売[集 2]、ISBN 978-4-08-891312-4
  3. 2019年11月19日発売[集 3]、ISBN 978-4-08-891385-8
  4. 2020年4月17日発売[集 4]、ISBN 978-4-08-891498-5

### 集英社BOOK NAVI
以下の出典は『集英社BOOK NAVI』（集英社）内のページ。書誌情報の発売日の出典としている。
1. ↑  “殺人無罪 1”.   集英社. 2021年8月22日閲覧。
2. ↑  “殺人無罪 2”.   集英社. 2021年8月22日閲覧。
3. ↑  “殺人無罪 3”.   集英社. 2021年8月22日閲覧。
4. ↑  “殺人無罪 4”.   集英社. 2021年8月22日閲覧。